# Newminster Abbey
Newminster Abbey ist eine ehemalige Zisterzienserabtei in England. Das Kloster lag rund 1 km westlich von Morpeth in der Grafschaft Northumberland, in der Nähe der Straße B 6343 nach Cambo.

## Geschichte
Die Abtei wurde 1138 von Ranulf de Merlay, dem Herrn von Morpeth, gestiftet. Es war das zweite Tochterkloster von Fountains Abbey, das selbst der Filiation der Primarabtei Clairvaux entstammt. Der erste Abt war Robert of Newminster (St. Robert † 7. Juni 1159) aus Fountains. Er stand dem Kloster von 1138 bis 1159 vor. Die ersten Gebäude sollen bereits nach einem Jahr von den Schotten zerstört worden sein. 1180 war die Abtei wiederaufgebaut. Newminster Abbey gründete selbst im Jahr 1143 das Tochterkloster Pipewell Abbey in Northamptonshire sowie im Jahr 1147 Roche Abbey in South Yorkshire und Sawley Abbey in West Yorkshire. Die Abtei war eines der größten Zisterzienserklöster in Nordengland. Die Besitzungen des Klosters erstreckten sich bis an die schottische Grenze. Zur Abtei gehörten im späten 13. Jahrhundert auch zwei Spitäler in Mitford und Allerburn. 1536 wurde das Einkommen auf 265 Pfund geschätzt. Das Kloster wurde im Jahr 1537 gegen den Widerstand der Mönche von der Krone eingezogen und an Henry Grey verliehen. Vom Ende des 16. Jahrhunderts an wurde die Anlage weitgehend abgebrochen. Das Gelände ist heute im Besitz der Familie Errington. 1963 und 1965 fanden Ausgrabungen statt. Die Ruinen sind zugänglich.

## Anlage und Bauten
Die Kirche in Form eines lateinischen Kreuzes hatte ein Langhaus mit neun Jochen und zwei Seitenschiffen, ein Querhaus mit je drei Kapellen an den Ostseiten und einen rechteckigen Chor. Südlich der Kirche lagen die Konventsgebäude mit einem neunjochigen Kapitelsaal mit vier Säulen, der im 13. Jahrhundert vergrößert wurde. Der Kreuzgang wurde 1924 teilweise wieder aufgerichtet. Von der Kirche ist nur wenig erhalten.

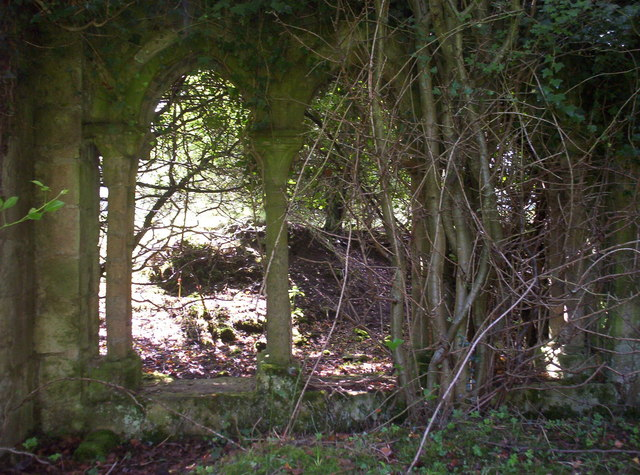